# 前往明日的羈絆
《前往明日的羈絆》（日語：明日へのキズナ）是2009年5月27日发售的歌手HIMEKA的出道单曲，商品番号為SICL-215。

## 收录曲
1. 前往明日的羈絆（明日へのキズナ） 【5：02】
  - 作詞：／作曲：小夜／編曲：常田真太郎
2. 再見了孤獨 【4：26】
  - 作詞、作曲：梶浦由記／編曲：堀越亮
3. 前往明日的羈絆〜Instrumental〜

## 其他
- 《前往明日的羈絆》是日本电视动画《战场的女武神》的片头曲。

## 外部連結
- （日語） 前往明日的羈絆 （页面存档备份，存于）（HIMEKA官方網站上的資料）